# Prins Abdullah al-Faisalstadion
Het Prins Abdullah al-Faisalstadion (Arabisch: استاد الأمير عبدالله الفيصل) is een multifunctioneel stadion in Jeddah, een stad in Saoedi-Arabië. Het stadion wordt vooral gebruikt voor voetbalwedstrijden, de voetbalclubs Ittihad FC en Al-Ahli maken gebruik van dit stadion. In het stadion is plaats voor 24.000 toeschouwers. Het stadion werd geopend in 1973.